# Créatures de Oddworld
 (janvier 2024).
Si vous disposez d'ouvrages ou d'articles de référence ou si vous connaissez des sites web de qualité traitant du thème abordé ici, merci de compléter l'article en donnant les références utiles à sa vérifiabilité et en les liant à la section « Notes et références ».
Cet article présente les créatures de la série de jeux vidéo Oddworld (à partir de 1997).

## Créatures affiliées à la nature

### Mudokons
Les Mudokons sont la race d'Abe, héros des premiers jeux Oddworld. Ce sont des êtres humanoïdes, à la peau verdâtre, pourvus de grosses mains à quatre doigts (trois doigts à partir de L'exode d'Abe). Ils n'ont pas de nez, mais possèdent des globes oculaires très importants et ont, en guise de cheveux, des plumes attachées en une simple mèche. Les Mudokons vivent un peu partout sur Oddworld, mais une grande partie de la population a été réduite en esclavage par les Glukkons et travaillent pour eux dans d'immenses usines de production. Cependant, les autres Mudokons, qui vivent en liberté sur Oddworld, sont nommés les Natifs. Ces Natifs peuvent être constitués de chamans qui possèdent plusieurs pouvoirs dont celui de guérison. Le chef spirituel des Mudokons porte un grand masque et se nomme Big Face.
On peut facilement différencier un esclave d'un Mudokon libre. En effet, tous les esclaves ont les lèvres cousues avec des lanières croisées, des deux côtés de la bouche (ce qui ne les gêne pourtant pas pour parler). Il arrive parfois même que certains esclaves aient les paupières cousues afin de les aveugler.
Les Mudokons sont asexués. Ils sont d'apparence masculine mais ne possèdent pas d'organes génitaux (seulement un organe pour uriner). À la place, ils possèdent une reine qui pond des œufs, comme chez les fourmis. Cette reine est maintenue en otage par les Vykkers, obligée de pondre pour fournir de futurs esclaves alors vendus pour les industriels.
Les Mudokons ont une espérance de vie de 40 ans.
Shrykull
Le Shrykull est le plus redoutable monstre d'Oddworld. Il s'agit d'une divinité pour les Mudokons. Heureusement pour tous les habitants, ce monstre n'apparaît que lorsque Abe l'invoque et en prend la forme. Ce monstre est capable de lancer des éclairs, détruisant ainsi tout sur son passage. Le Shrykull est une sorte de fusion entre un Scrab et un Paramite, ayant le corps d'un Scrab, ainsi que des pattes et des « antennes » de Paramite.

### Gabbits
Les Gabbits sont une espèce amphibienne présente dans les océans d'Oddworld. Munch est l'un d'entre eux, en fait le dernier survivant de l'espèce. En effet, les Gabbits ont été exterminés par les Vykkers qui se servaient d'eux pour fabriquer leurs produits pharmaceutiques. Les Gabbits sont facilement reconnaissables à leur crâne démesurément grand, leurs grands yeux globuleux, leurs petites « oreilles » et leur mâchoire très large et très fine. Ils possèdent des bras minuscules et un unique pied leur permettant de se propulser dans l'eau. Leurs narines sont situées au sommet de leur crâne.
Un Gabbit n'est pas très agile sur la terre ferme, où il se déplace par bonds. Dans l'eau cependant, il peut nager très vite.
Les Gabbits ont une espérance de vie de 18 ans.

## Créatures affiliées aux industriels

### Glukkons
Les Glukkons sont les « méchants » de Oddworld. En effet, c'est une civilisation parasite par excellence. Les Glukkons possèdent une grosse tête supportée par un petit corps. Leurs jambes sont très courtes au point d'être inutilisables mais ils ont de très longs bras et marchent sur leurs mains. Les Glukkons étant toujours vêtus de costumes, cette caractéristique est difficile à remarquer, sinon impossible tant que le Glukkon porte ses vêtements. Autre caractéristique, tous les Glukkons sans exception fument, que ce soit le cigare du Directeur Phleg ou de Molluck, la pipe du Général Dripik ou la cigarette du Maître Brasseur. Les Glukkons, incapables d'accomplir le moindre travail manuel, profitent de leur grande intelligence et de leur grande vision du marketing pour exploiter avidement les autres races d'Oddworld et les faire travailler à leur profit. Les Glukkons forment une vaste organisation connue sous le nom de Cartel de Magog. Ils peuvent être considérés comme les colonisateurs qui, faute d'apporter la civilisation, exploitent les populations en place pour drainer toujours plus d'argent.
Comme les Mudokons, les Glukkons sont asexués et possèdent une reine. Cette reine sera en attente d'une greffe de poumon (de Gabbit) dans l'Oddyssée de Munch.
Les Glukkons ont une espérance de vie de 65 ans.

### Vykkers
Espèce ressemblant physiquement aux Glukkons, quoique pourvue de quatre bras, de trois jambes et trois doigts à chaque main. Leur peau est violette. Les Vykkers se sont fait une spécialité dans la médecine et la chirurgie, dirigeant un impressionnant lobby de produits pharmaceutiques fabriqués à partir d'êtres vivants d'Oddworld. Ils sont notamment responsables de la quasi-extinction des Gabbits, provoquant la vengeance de Munch. Les Vykkers sont étroitement associés au Cartel de Magog.
Les Laboratoires Vykkers sont situés au sein d'un gigantesque vaisseau. Ce vaisseau sera détruit par les deux dissidents Abe et Munch à l'issue du jeu l'Odyssée de Munch.
Le « Docteur » présent dans Oddworld : la Fureur de l'étranger, le quatrième opus de la série, est un Vykker.

### Techniciens
Les Techniciens sont des créatures ressemblant aux Vykkers et possédant de longs doigts, ce qui leur permet de les enrouler autour d'un objet pour mieux le tenir. Ils ont une bouche verticale cousue, deux jambes aux articulations inhabituelles et deux petites cornes au sommet de leur crâne. Ils servent d'employés « internes », dans les Laboratoires Vykkers et également de gardes de sécurité. Ils sont aussi brutaux que les Sligs.

### Sligs
Les Sligs sont les soldats favoris des Glukkons. À l'origine, les Sligs sont des sortes de vers rampants jaunes-verts pourvus de bras, possédant une tête énorme dont la bouche est constituée de tentacules ressemblants à des doigts. Ils portent tous un casque qui les protège des substances nocives émises par les usines et dont ils sont sensibles. Ce casque cache également leur visage, jugé laid par les Glukkons. Bien que les lunettes de leur casque rougeoient, ils possèdent des yeux noirs. 
Difficile de se battre en rampant, la solution fut donc de créer des prothèses mécaniques pour remplacer les membres postérieurs. Bien que la plupart des prothèses furent créées pour permettre aux Sligs de se mouvoir en marchant (elles sont appelées « caleçon » dans le jeu), il existe des Sligs équipés d'une prothèse à hélice, leur permettant de se mouvoir tel un hélicoptère. Une fois ce problème réglé, les Sligs apprirent à se servir des armes (mitrailleuses pour les Sligs marchants, et grenades pour les Sligs volants) et devinrent le bras armé du Cartel de Magog. Malheureusement, les Sligs ne sont pas particulièrement intelligents, et leurs principales qualités au sein de la machine industrielle sont d'être la seule race pouvant se faire obéir des Slogs, et d'être juste assez intelligents pour effectuer des tâches pas trop complexes, comme exécuter les ordres des Glukkons. Leur manque d'intelligence en font également une proie de choix pour les envoûtements des Mudokons. 
Les Sligs ont été logés par les Glukkons dans les Baraquements Sligs, commandés par le Général Dripik.
Comme chez les Mudokons et les Glukkons, les Sligs sont asexués et possèdent une reine. À la naissance, les mutants, comme les albinos, sont supprimés.
Les Sligs ont une espérance de vie de 20 ans.
Big Bro
Les Big Bro sont des Sligs à la peau tigrée ayant suivi un traitement à base de stéroïdes. Ils sont bien plus massifs et disposent d'une masse musculaire terrifiante. Ils ont des bras bien plus longs que leurs cousins Sligs, et utilisent des prothèses inférieures à quatre jambes pour supporter leur masse importante.

### Slogs
Les Slogs sont des monstres canidés extrêmement féroces domestiqués par les Sligs pour les assister au combat. Les jeunes Slogs sont appelés des Sloggies. Les Slogs ne possèdent pas d'yeux, mais ont un excellent odorat. Ils courent sur deux uniques pattes, possèdent une petite queue et une mâchoire disproportionnée par rapport au reste du corps.
Dès leur naissance, les Slogs sont maltraités afin de développer chez eux un caractère impitoyable. Seule leur mâchoire supérieure est articulée.

## Créatures sauvages

### Scrabs
Les Scrabs sont les principaux prédateurs d'Oddworld. Ce sont des êtres quadrupèdes à la musculature développée, recouverte d'une épaisse peau rouge et jaune, dépourvus de membres antérieurs. Leurs pattes griffues sont surmontées de ce qui pourrait ressembler à un torse humain sans bras, taillé en V très prononcé. Leur cou est tendu vers l'avant et se termine par un melon semblable aux dauphins. Ils n'ont pas d'yeux mais possèdent une longue mâchoire en ciseaux, semblable à un bec renversé. Leur cri est inspiré du cri du Kiwi. Les Scrabs vivent en solitaire, et se battent entre eux chaque fois qu'ils se croisent, utilisant les griffes au bout de leurs jambes pour infliger des blessures. Leur grande vigueur au combat font de ces brefs combats une démonstration de violence. Le vainqueur dévore le perdant, après avoir fêté sa victoire en piétinant le cadavre de sa victime. La viande de Scrab fut utilisée par Rupture Farms pour fabriquer des gâteaux fourrés.
Vénérés par les guerriers Mudokons qui y voient un symbole de force, les Scrabs sont des espèces endémiques de Scrabania et des caveaux de la tribu Mudanchee à Necrum.

### Paramites
Les Paramites sont des prédateurs arachnéens. Ce sont des créatures à 4 pattes, dont les deux pattes antérieures sont beaucoup plus grandes et musclées que les deux autres. Ils sont recouverts d'une peau jaunâtre tirant sur le gris et possèdent une bouche ayant la particularité d'être entourée de doigts terminés par des griffes, formant une main que le Paramite est capable d'utiliser. Ils ne possèdent pas d'yeux. 
Les Paramites vivent en groupe, et communiquent entre eux au moyen de sons produits soit avec leurs doigts, soit avec leur bouche. Les Paramites sont des êtres intelligents, capables d'élaborer des stratégies. Ainsi, on peut voir un Paramite guider un voyageur (Abe par exemple), semblant vouloir lui montrer quelque chose ou réclamer de l'aide, pour le conduire dans une embuscade et en faire son repas. Les Paramites sont généralement embusqués en hauteur et descendent sur le sol en quelques secondes en utilisant un fil de soie. Bien qu'un Paramite seul ne soit pas très courageux et se tienne à bonne distance des voyageurs, un Paramite acculé ou coincé défend chèrement sa peau. En groupe, les Paramites sont redoutables et poursuivent leur proie. Ils raffolent de la viande fraîche, mais ont horreur des abeilles. 
Rupture Farms faisait des tourtes avec de la viande de Paramites. Les bâtisseurs Mudokons vénèrent les Paramites, qui sont des espèces endémiques de Paramonia et des caveaux de la tribu Mudomo à Necrum.

### Elums
Créatures sauvages d'Oddworld, dociles et inoffensives pouvant servir de montures aux Mudokons. Leur silhouette rappelle celle d'un dinosaure théropode avec de petits bras, une queue très courte ainsi qu'une bouche aplatie et deux cornes aux dessus des yeux. Ils suivent les Mudokons et obéissent docilement à leurs ordres. Ils courent vite et savent sauter sur de longues distances. Ils sont friands de miel, mais sont gênés par les abeilles. On trouve les Elums surtout dans la forêt de Paramonia et dans le désert de Scrabania.

### Meechies
Créatures sauvages étranges d'Oddworld exploitées à outrance par Rupture Farms pour en faire des saucisses, à tel point que l'espèce disparut de la planète.
L'Encyclopédie d'Oddworld comporte un artwork les représentant. Ce furent des prédateurs bipèdes qui chassaient en meute. Ils étaient aveugles et avaient une bouche constituée de 4 mâchoires. Ils avaient de petits membres griffus sur le ventre et une carapace avec des pointes le long du dos.

### Fleeches
Les Fleeches sont des gros vers bicéphales (une tête de chaque côté du corps), chacune de leurs têtes possédant des dents, une mâchoire étirable à haut degré et une langue gluante extrêmement longue leur permettant de se déplacer et d'attraper leurs proies. Les Fleeches peuvent dormir accrochés au plafond d'une salle grâce à leur langue. Malgré leur petite taille (environ celle d'un petit chien), un groupe de Fleeches peut facilement avaler un Mudokon voire une créature comme le Scrab ou le Paramite. Notons qu'un Fleeche n'attaquera un Scrab ou un Paramite que s'il est acculé. Autrement, il fuit ces prédateurs, qu'il a extrêmement peu de chances de vaincre seul. Dans certains endroits, les Fleeches sont des proies habituelles des Scrabs.
Les Fleeches ont été inventés par les Vykkers pour servir d'animaux de compagnie aux jeunes Glukkons. Malheureusement, les longues langues dont ils furent dotés leur servirent à dévorer les êtres qu'ils croisaient une fois adultes.
Les Glukkons se servent donc de ces créatures comme animaux de compagnie jusqu'à ce qu'ils atteignent une certaine taille, après quoi ils les jettent dans les toilettes. Le monde souterrain d'Oddworld est donc infesté de Fleeches.

### Slurgs
Les Slurgs sont des « limaces » vertes d'Oddworld. Elles se nourrissent des restes laissés par les Fleeches après leurs repas. Ce sont des créatures assez gênantes, pullulant parfois sur le sol et produisant un puissant son quand elles sont écrasées. Elles se trouvent souvent en groupes près de Fleeches endormis, ce qui est très dangereux si on les écrase (le bruit alors produit réveille les Fleeches).

### Fuzzles
Les Fuzzles sont de petites créatures poilues formant une simple boule, sans aucun membre. Ils ont deux yeux et une bouche. Il ne faut pas se fier à leur allure inoffensive, car les Fuzzles sont extrêmement dangereux et cachent de longues dents qui leur permettent de dévorer une créature bien plus grosse qu'eux en groupe à la vitesse d'un banc de piranhas.

### Meeps
Les Meeps sont une espèce sauvage inoffensive des prairies d'Oddworld. Ils ressemblent à des moutons unipodes et possèdent un seul grand œil.

### Chauves-souris
Il existe également des chauves-souris dans Oddworld. Elles sont semblables aux chauves-souris connues par nous. Elles sont discrètes et paraissent inoffensives, mais peuvent tuer un Mudokon. Elles peuvent être notamment identifiées par leurs légers piaillements.

## Machines

### Greeters
Les Greeters sont des machines de sécurité, apparaissant dans l'Exode d'Abe. Ces machines sont d'anciens distributeurs. Le problème rencontré était que les Greeters, qui arborent toujours un large sourire, étaient prêts à tout pour que les clients achètent le produit qu'ils distribuaient, y compris à les attaquer. Incapables de corriger ce défaut, les Glukkons les assignèrent donc à la sécurité. Les Greeters disposent d'un détecteur de mouvement et d'un rayon électrique mortel.

### Snoozers
Les Snoozers sont des machines de combat. Munch est capable d'en prendre le contrôle en se connectant à une borne de commande. Ces robots quadrupèdes disposent d'un rayon électrique servant à assommer les ennemis, mais également d'une mitrailleuse, plus dangereuse.